# Monumentos de Vladimir e de Susdália
Os Monumentos de Vladimir e Susdália na Rússia foram designados como Patrimônio Mundial da UNESCO. O patrimônio inclui oito monumentos medievais de Zalesye muitos dos quais construídos durante o século XII. Entre eles há igrejas e monastérios da Igreja Ortodoxa Russa, bem como um castelo e um portão. São eles:
- Catedral da Dormição
- Portão Dourado
- Catedral de São Demétrio
- Castelo de André I em Bogoliubovo
- Igreja da Intercessão de Nerl
- Kremlin de Susdália com a Catedral da Natividade em Susdália
- Monastério de São Eutímio
- Igreja de Boris e Gleb em Kideksha

Por razões desconhecidas a UNESCO não inclui como Patrimônio Mundial os seguintes monumentos também nos arredores de Zalesye:
- Catedral da Sabedoria em Pereslavl-Zalessky
- Catedral de São Jorge em Yuriev-Polsky
- Catedrais do Convento Knyaginin em Vladimir e do Convento da Intercessão em Susdália